# Луїс Айхборн
Луїс Айхборн (нім. Louis Eichborn або Ludwig Theodor Eichborn, 1812 — 1882) — німецький банкір, торговець і шахіст-любитель. У його віднайдених нотатках записано три десятки переможних партій проти Адольфа Андерсена — одного з найсильніших шахістів світу 1850-1860-х років.
Знахідка викликала припущення, що саме Айхборн був найсильнішим шахістом свого часу, якщо з таким переконливим балансом перемагав Андерсена. Однак Айхборн не грав у турнірах, а обмежувався легкими тренувальними партіями. Імовірно, Айхборн записував тільки свої перемоги й нічиї.
Американський шаховий публіцист Джім Лой припускає, що всі знайдені партії були швидкими (бліц), або Андерсен давав у них фору. Також Лой відзначив, що в проаналізованих партіях Андерсен дуже боявся обмінювати ферзя, а кілька партій програв, хоча міг легко застосувати повторення ходів для нічиєї. Така боязнь нічиїх могла означати умову між гравцями, за якою нічия означала перемогу Айхборна.